# 4327 Ries
A 4327 Ries (ideiglenes jelöléssel 1982 KB1) a Naprendszer kisbolygóövében található aszteroida. Carolyn Shoemaker fedezte fel 1982. május 24-én.